# Bahir Dar
Bahir Dar (amhara: „tengerpart”) város Etiópiában, Amhara szövetségi állam székhelye.

## Fekvése
Bahir Dar a Tana-tó déli partján, a Kék-Nílus forrásánál fekszik, az egykori Gojjam tartomány központjában.
A fővárostól, Addisz-Abebától kb. 580 km-re észak-északnyugat felé, a tengerszint felett 1840 méteres magasságban található.

## Éghajlata
| Hónap                                                                            | Jan. | Feb. | Már. | Ápr. | Máj. | Jún. | Júl. | Aug. | Szep. | Okt. | Nov. | Dec. | Év   |
| -------------------------------------------------------------------------------- | ---- | ---- | ---- | ---- | ---- | ---- | ---- | ---- | ----- | ---- | ---- | ---- | ---- |
| Rekord max. hőmérséklet (°C)                                                     | 37,0 | 36,0 | 36,0 | 38,0 | 38,0 | 32,0 | 30,0 | 29,0 | 29,0  | 35,0 | 35,0 | 33,0 | 38,0 |
| Átlagos max. hőmérséklet (°C)                                                    | 29,0 | 31,0 | 32,0 | 32,0 | 32,0 | 29,0 | 26,0 | 25,0 | 26,0  | 27,0 | 28,0 | 28,0 | 28,7 |
| Átlagos min. hőmérséklet (°C)                                                    | 8,0  | 9,0  | 11,0 | 13,0 | 13,0 | 13,0 | 13,0 | 13,0 | 12,0  | 12,0 | 10,0 | 8,0  | 11,3 |
| Rekord min. hőmérséklet (°C)                                                     | 8,0  | 8,0  | 9,0  | 5,0  | 6,0  | 10,0 | 9,0  | 8,0  | 7,0   | 7,0  | 9,0  | 6,0  | 5,0  |
| Átl. csapadékmennyiség (mm)                                                      | 2    | 2    | 12   | 28   | 80   | 205  | 396  | 375  | 211   | 87   | 12   | 6    | 1416 |
| Forrás: World Meteorological Organisation, National Meteorology Agency (records) |      |      |      |      |      |      |      |      |       |      |      |      |      |

## Történet
Bahir Dar egy a 16. vagy a 17. században alapított jezsuita misszió körül alakult ki. A város következő említése a 19. század közepéről való, amikor II. Teodórosz császár itt táborozott seregeivel, ám hamarosan odébbállt, mert a katonákat kolera támadta meg.
Az abesszíniai háború idején 1937. április 23-án foglalták el az olaszok. A Brit Királyi Légierő 1940 októberi bombázásai csak kisebb károkat okoztak. Az olaszok 1941. április 27-én ürítették ki a várost, és Gondarba távoztak.
A háború után itt volt Hailé Szelasszié egyik palotája, a császár még a főváros ide helyezését is fontolgatta. 1961 június 15-én ő avatott fel a várostól 3 km-re  egy 225 méter hosszú, a Kék-Níluson átvezető autópálya-hidat.
Szovjet segítséggel 1963-ban Politeknikai Intézet nyílt a városban, ahol mezőgazdasági, vegyipari, elektronikai, fa-, textil- és fémipari ismereteket tanult kb. 1000 tanuló.
Az etióp polgárháború során, 1988-ban a Harmadik Forradalmi Hadsereg itt rendezte be főhadiszállását. 1990-ben a hidat felrobbantva elhagyták a várost, ám az Etióp Népi Forradalmi Demokratikus Front nem tudta azt elfoglalni, így pár nap múlva a kormánycsapatok visszatértek. Csak 1991 márciusában foglalták el a forradalmi erők.

## Népesség
Bahir Dar népessége a 2007-es népszámlálási adatok alapján 180.094 fő, ebből 87.089 férfi (48,4%) és 93.005 nő (51,6%). 1994-ben a város lakossága 96.180 fő volt, vagyis 2007-ig átlagosan évi 4,9%-kal növekedett.

## Látnivalók

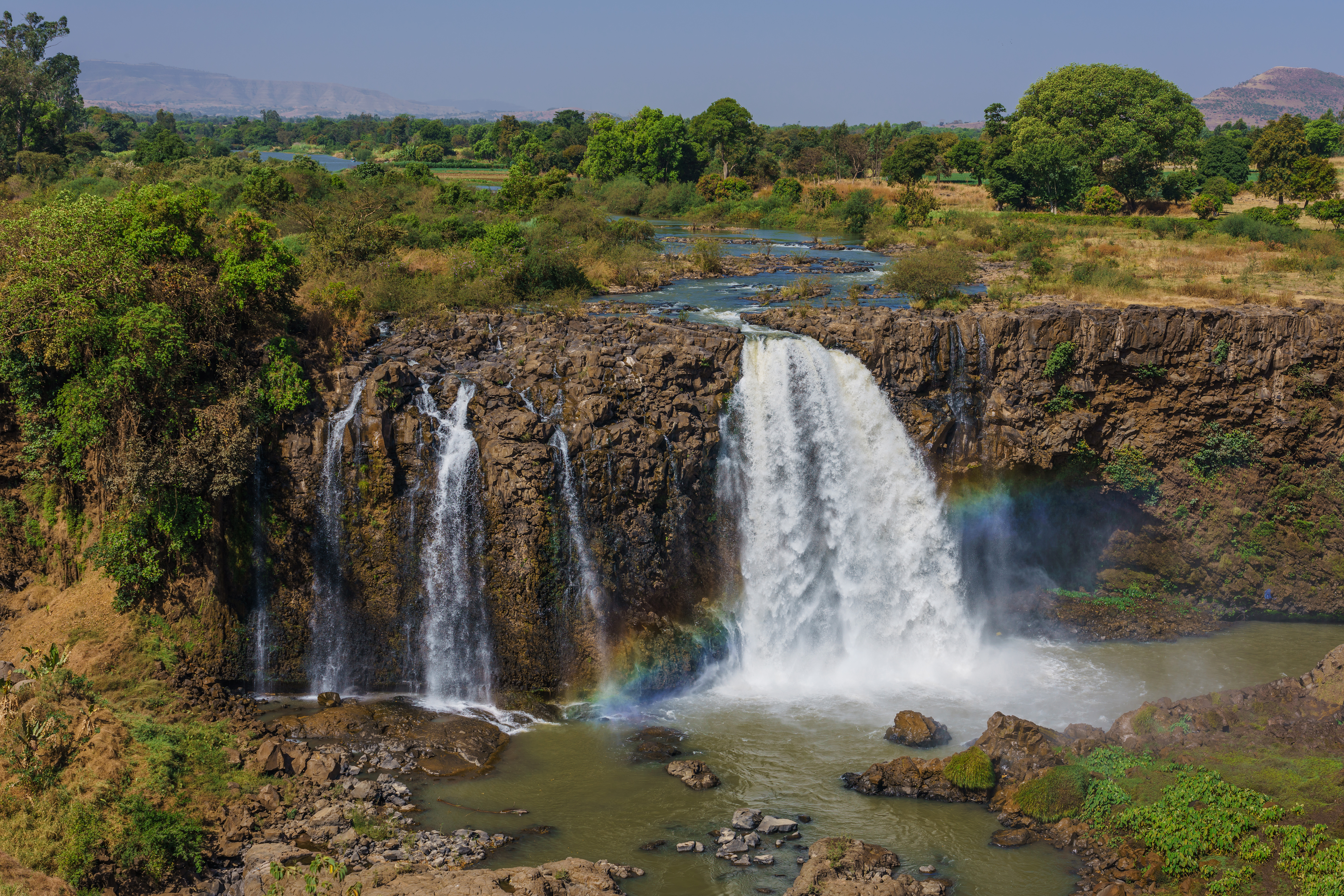
A Kék-Nílus vízesése

Bahir Dar a Tana-tóhoz és a Kék-Nílus vízeséséhez induló túrák leggyakoribb kiindulópontja. A város híres pálmafákkal szegélyezett főútjairól és virágairól is. Több szempont alapján is jól tervezett, biztonságos városnak tekinthető, amiért 2002-ben az UNESCO Városok a békéért-díját is megkapta.

## Közlekedés
A város repülőteréről Addisz-Abebába és Gondarba lehet eljutni. Ezekkel a városokkal autóbusz-közlekedés is összeköti Bahir-Dart. A helyi közlekedés legfontosabb járműve a kerékpár, de taxik és helyi autóbuszjáratok is találhatóak a városban.

## Testvérváros
- Cleveland, USA

## Fordítás
- Ez a szócikk részben vagy egészben  a   Bahir Dar című angol Wikipédia-szócikk fordításán alapul.  Az eredeti cikk szerkesztőit annak laptörténete sorolja fel. Ez a jelzés csupán a megfogalmazás eredetét és a szerzői jogokat jelzi, nem szolgál a cikkben szereplő információk forrásmegjelöléseként.